# SCV37
Galaxy Note8 SCV37（ギャラクシー ノートエイト エスシーブイサンナナ）は、韓国のサムスン電子（輸入元：サムスン・テレコミュニケーションズ・ジャパン）によって日本国内向けに開発された、auブランドを展開するKDDIおよび沖縄セルラー電話の第3.9世代移動通信システム（au 4G LTE/au VoLTE）、第4世代移動通信システム（au 4G LTE CA/WiMAX2+）対応スマートフォンである。

## 概要
SCL24の事実上の後継機種で、日本国内では約3年ぶりに発売されるGalaxy Noteシリーズの端末となる。
Sペンの操作性が向上しており、ペン先は0.7mmと通常のボールペン程度にまで微細化している。このペン先は4096段階の筆圧を感知することが可能で、メモ書き程度から精度の高いアートまで紙とペンのような書き心地で表現することが可能となっている。さらに、画面消灯時にもメモを取ることが可能で、画面消灯時に書いたメモはAlways On Display（通知表示画面）表示することが可能となっている。
日本国内におけるGalaxy Noteシリーズでは初となる防水・防塵性能を装備しており、端末が濡れた状態でもSペンを使用することが可能となっている。
キャッチコピーは「書き心地は紙とペン、できることは無限大へ。」。

## その他機能
※PC向けWebブラウザが標準装備されている。携帯向けサイト(EZWeb)は他のスマートフォンやPCと同じく閲覧不可。
| 主な機能・対応サービス                   | 主な機能・対応サービス                                                        | 主な機能・対応サービス                                     | 主な機能・対応サービス             |
| ---------------------------------------- | ----------------------------------------------------------------------------- | ---------------------------------------------------------- | ---------------------------------- |
| auウィジェット Webブラウザ               | うたパス うたパス音楽プレーヤー （ハイレゾ音源対応版） LISMO WAVE             | おサイフケータイ NFC おくだけ充電（Qi） 指紋認証／虹彩認証 | ワンセグ フルセグ HDMI出力         |
| au one メール PCメール Gmail EZwebメール | デコレーションメール デコレーションアニメ                                     | Friends Note                                               | PCドキュメント                     |
| 歩数計                                   | GPS 方位計                                                                    | au oneナビウォーク au one助手席ナビ                        | au one ニュースEX au one GREE      |
| auベーシックホーム じぶん銀行            | 緊急速報メール                                                                | Bluetooth                                                  | 無線LAN機能 (Wi-Fi) auシェアリンク |
| 赤外線通信                               | au VoLTE （シンクコール対応） WIN HIGH SPEED au 4G LTE （3CC CA対応） WiMAX2+ | au世界サービス                                             | auフェムトセル                     |
| microSDHC microSDXC                      | モーションセンサー(6軸)                                                       | 防水 防塵                                                  | 簡易留守録 着信拒否設定            |

- 安心セキュリティパックはフル対応

## 歴史
- 2017年8月23日 (現地時間) - アメリカ・ニューヨークで行われた「Samsung Galaxy Unpacked 2017」にてサムスン電子よりグローバルモデル発表。この時点は日本国内での販売は未定だった[7]。
- 2017年10月11日 - KDDI、およびサムスン・テレコミュニケーションズ・ジャパンより公式発表。
- 2017年10月26日 - 発売開始。